# Nkandu Luo

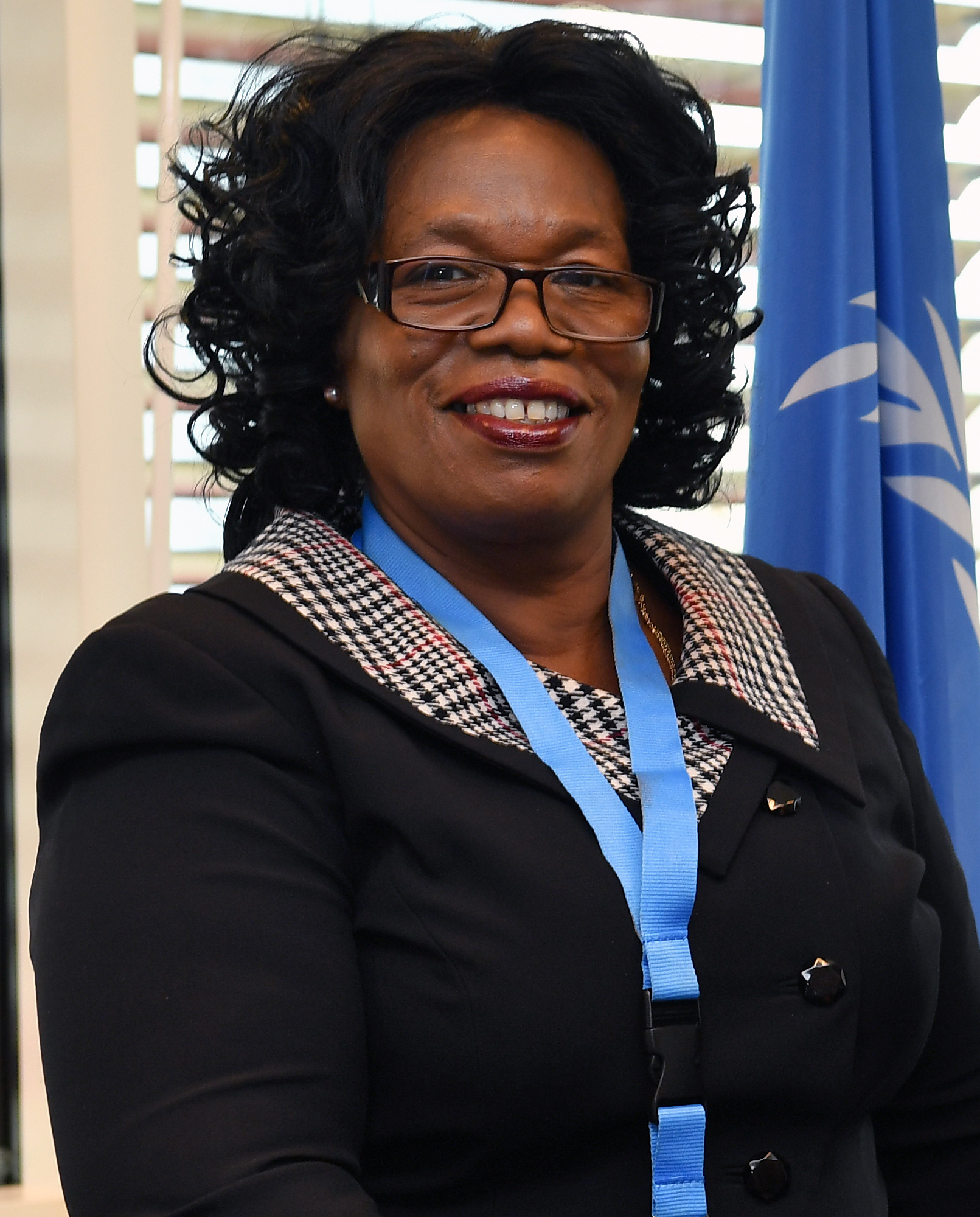
Nkandu Luo

Nkandu Phoebe Luo (* 21. Dezember 1951) ist eine sambische Medizinerin, Hochschullehrerin und Politikerin der Movement for Multi-Party Democracy (MMD) sowie zurzeit der Patriotic Front (PF).

## Leben
Nkandu Luo absolvierte ein Studium der Medizin und später ein postgraduales Studium der Immunologie sowie der Mikrobiologie, das sie jeweils mit einem Master of Science (M.Sc. Immunology sowie M.Sc. Microbiology) abschloss. Darüber hinaus erwarb sie einen Doctor of Philosophy (Ph.D. Immunology). Danach war sie als Immunologin und Mikrobiologin tätig. 1996 wurde sie als Kandidatin der Movement for Multi-Party Democracy (MMD) zum Mitglied der Nationalversammlung Sambias gewählt und vertrat in dieser bis 2001 den Wahlkreis Mandevu. 1997 übernahm Nkandu Luo als erste Frau Sambias eine Professur, und zwar als Professorin für Mikrobiologie. Zugleich war sie zwischen 1997 und 1999 zunächst Vize-Gesundheitsministerin, ehe sie 1999 von Präsident Frederick Chiluba als Gesundheitsministerin in dessen Kabinett berufen wurde. Im Zuge einer Regierungsumbildung übernahm sie daraufhin zwischen 1999 und 2001 das Amt als Ministerin für Kommunikation und Transport in der Regierung Chiluba.
Sie wurde bei den Wahlen 2011 als Kandidatin der Patriotic Front (PF) wieder zum Mitglied der Nationalversammlung gewählt sowie bei der Wahl am 11. August 2016 wiedergewählt und vertritt den Wahlkreis Munali. Im September 2011 wurde Nkandu Luo von Präsident Michael Sata zur Ministerin für Kommunalverwaltung und Wohnungsbau in dessen Kabinett berufen. Im Rahmen einer Regierungsumbildung übernahm sie dann im Juli 2012 den Posten als Ministerin für Häuptlings- und traditionelle Angelegenheiten, während Emerine Kabanshi ihre Nachfolgerin als Ministerin für Kommunalverwaltung und Wohnungsbau wurde. Nach dem Tode Satas am 28. Oktober 2014 behielt sie das Amt als Ministerin für Häuptlings- und traditionelle Angelegenheiten auch im Kabinett dessen kommissarischen Nachfolgers Guy Scott sowie im Kabinett von Edgar Lungu, der am 25. Januar 2015 das Amt des Präsidenten übernahm. Im Rahmen einer Kabinettsumbildung wurde sie jedoch im Februar 2015 Ministerin für Gleichberechtigung und kindliche Entwicklung. Nach einer weiteren Kabinettsumbildung wurde sie schließlich im September 2016 nach den Parlamentswahlen vom 11. August 2016 Ministerin für höhere Bildung.

## Veröffentlichung
- Health and healthcare access among Zambia’s female prisoners: a health systems analysis, in: International journal for equity in health, 26. September 2016, Nr. 1 (Mitautorin)